# جزیره وزرژدنیه
جزیرهٔ وُزرُژدِنیه (به انگلیسی: Vozrozhdeniya Island) یا جزیرهٔ ریبِرث (به انگلیسی: Rebirth Island) جزیره ای در دریاچهٔ آرال، در مرز میان ازبکستان و قزاقستان است.

## تاریخچه
در دههٔ ۱۹۲۰ میلادی، دولت اتحاد جماهیر شوروی به دنبال محلی برای تأسیس یک مجتمع نظامی برای آزمایش سلاح‌های بیولوژیکی خود بود.
جزیرهٔ وزرژدنیه در دریاچهٔ آرال، به عنوان بزرگترین مرکز آزمایش تسلیحات بیولوژیکی دنیا، از بین چندین جزیره انتخاب شد.
این جزیرهٔ دور افتاده، فاصله زیادی با مرز سایر کشورها داشت و اطراف آن بیابان بود.

## آرالسک-۷
در سال ۱۹۴۸، یک مجتمع آزمایشگاهی تسلیحات بیولوژیک فوق سری با نام آرالسک-۷ (به انگلیسی:  Aralsk-7) در این جزیره تأسیس شد. تا سال ۱۹۹۲ که این جزیره تخلیه شد، بعضی از مرگبارترین و خطرناکترین ویروس‌های عامل بیماری در مجتمع آزمایشگاهی این جزیره آزمایش شدند. یک سری از این ویروس‌ها، از نظر ژنتیکی تغییر پیدا کرده‌بودند تا در برابر درمان مقاوم باشند.
این جزیره در طول دوران فعالیت خود ۱۵۰۰ نفر جمعیت داشت که در تنها شهر جزیره، یعنی کانتوبِک (به انگلیسی: Kantubek) زندگی می‌کردند. این شهر، شهر زیبایی بود و امکاناتی مانند کلوپ، استادیوم، چندین مدرسه و مغازه داشت.

## وضعیت کنونی
در حال حاضر تمام شهر و مجتمع آزمایشگاه، به شکل یک خرابه درآمده و زباله جمع‌ کن‌ها، هر چیزی که در این محل قرار داشت را غارت کرده‌اند. همچنین به علت پایین رفتن آب دریاچهٔ آرال، وُزروژدنیه تبدیل به بیابان شده‌است. زمانی که این مجتمع تحقیقاتی در اواسط قرن بیستم تأسیس شد، دریاچهٔ آرال با مساحتی به وسعت ۶۸ هزار کیلومتر مربع به عنوان چهارمین دریاچهٔ بزرگ دنیا به‌شمار می‌رفت؛ امّا توسط یک طرح آبیاری نامناسب، مقدار زیادی از آبی که به دریاچه ریخته می‌شد، مصرف شد و به مرور زمان ابعاد دریاچه کاهش پیدا کرد؛ در نتیجه، این جزیره به تدریج وسیع تر شد و از مساحت ۲۰۰ کیلومتر مربع به ده برابر وسعت اصلی خود رسید. در اوایل دههٔ ۲۰۰۰ میلادی، مجراهای آب به صورت کامل خشک شد و جزیره به قسمتی از سرزمین اصلی تبدیل شد.

## در‌فرهنگ و هنر
یکی از بخش‌های بازی ندای وظیفه: بلک اپس دربارهٔ این جزیره و آزمایشگاهش می‌باشد.